# Jaydia smithi
Jaydia smithi (Kotthaus, 1970) è un pesce osseo marino della famiglia Apogonidae.

## Distribuzione e habitat
La specie è ampiamente diffusa nell'Indo-Pacifico, dal mar Rosso all'Indonesia, a Taiwan e a est fino alle isole Marshall. La specie, in seguito alla migrazione lessepsiana, è penetrata nel mar Mediterraneo orientale a partire dal 2007 diventando subito comune sulle coste da Israele alla Turchia sudorientale..
Tipico di fondali molli, soprattutto fangosi. Durante il giorno rimane mentre di notte si sposta in acque libere per alimentarsi. In Mozambico vive anche su fondi algosi, tra le mangrovie e nelle barriere coralline con alti tassi di sedimentazione fangosa.
È riportata una distribuzione batimetrica tra 22 e 230 metri, nel Mediterraneo viene catturata in genere a 30-50 metri.

## Descrizione
J. smithi è assai simile all'affine J. queketti, anch'esso presente nel Mediterraneo orientale, dal quale si distingue soprattutto per le caratteristiche della livrea. Ha sagoma ovale e corpo compresso lateralmente. Gli occhi sono grandi; la bocca è ampia, in posizione obliqua, e supera posteriormente l'occhio. Le pinne dorsali sono due, separate da uno spazio, la prima è composta da 7 raggi spiniformi. I raggi molli della dorsale sono più lunghi dei raggi spinosi. La pinna anale è grossolanamente uguale e simmetrica alla seconda dorsale ma inserita leggermente più indietro. La pinna caudale è quasi tronca, con bordo arrotondato. Le pinne ventrali sono inserite sulla verticale delle pinne pettorali. Il preopercolo ha bordo seghettato nella parte inferiore (in J. queketti è liscio). scaglie grandi. Su ventre e torace sono presenti dei fotofori. La colorazione di fondo è brunastra o beige che sfuma al biancastro sul ventre. 5-6 fasce verticali scure, non ben distinte, sono presenti sul corpo, più visibili negli esemplari di piccole dimensioni. La parte superiore della prima dorsale è nera mentre sulla seconda dorsale ci sono punti scuri che formano una linea longitudinale curva. La pinna anale e la caudale hanno bordi scuri. Le pinne pari sono trasparenti che diventano bianco-grigiastre negli individui di maggiori dimensioni.
Raggiunge 15 cm di lunghezza massima e la lunghezza comune è sui 10 cm.

## Biologia

### Comportamento
Notturno.

### Alimentazione
Si nutre di notte di invertebrati.

### Riproduzione
La riproduzione avviene nella stagione calda. Le uova vengono incubate nella bocca dal maschio.

## Pesca
Viene catturato in grandi quantità con le reti a strascico ma non ha alcun valore.

## Conservazione
La lista rossa IUCN non valuta questa specie.